# Heidemarie Reineck
Heidemarie Reineck (Berlino Ovest, 15 febbraio 1952) è un'ex nuotatrice tedesca occidentale.

## Carriera
Forte nelle staffette, può vantare 3 medaglie, tutte di bronzo, conquistate ai Giochi Olimpici; una a quelli di Città del Messico 1968 e due a quelli di Monaco di Baviera 1972. Vinse altresì la medaglia di bronzo anche nella 4x100m stile libero alla prima edizione di sempre dei campionati mondiali, nel 1973 a Belgrado.

## Palmarès
- Giochi olimpici estivi

Città del Messico 1968: bronzo nella 4x100m misti.
Monaco di Baviera 1962: bronzo nella 4x100m stile libero e nella 4x100m misti.
- Mondiali

Belgrado 1973: bronzo nella 4x100m stile libero.
- Europei

Barcellona 1970: bronzo nella 4x100m misti.
- Universiadi

Mosca 1973: bronzo nei 100m stile libero.